# Datenbank für Gesprochenes Deutsch

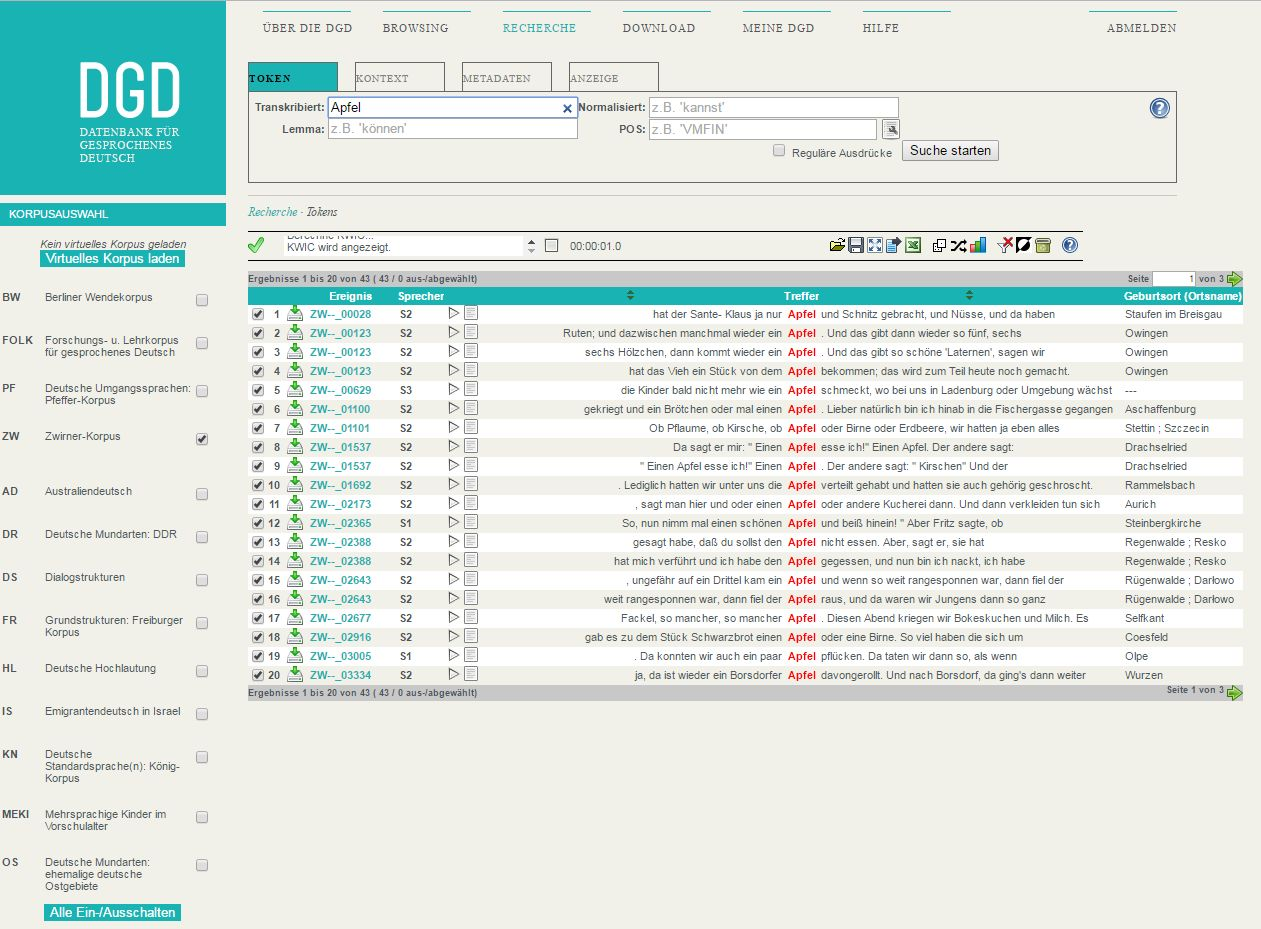
Screenshot der DGD: Suche nach "Apfel" im Zwirner-Korpus

Die Datenbank für Gesprochenes Deutsch ist die Korpusplattform des Archiv für Gesprochenes Deutsch (AGD) am Institut für Deutsche Sprache. Sie beinhaltet verschiedene Aufnahmen von gesprochener deutscher Sprache sowie zugehörige Transkripte und Dokumentationen.
Die erste Version (Fiehler/Wagener 2005) steht seit den frühen 2000er Jahren zur Verfügung. Bei der DGD2 (Schmidt/Dickgießer/Gasch 2013), die erstmals 2012 online gestellt wurde, handelt es sich um eine Neuentwicklung. Über die DGD werden Teilbestände des Archivs (Audio-Aufnahmen gesprochener Sprache sowie zugehörige Metadaten, Transkripte und Zusatzmaterialien) der wissenschaftlichen Öffentlichkeit online zur Verfügung gestellt. Sie enthält derzeit knapp 20000 Datensätze aus 34 Korpora gesprochener Sprache. Dabei handelt es sich einerseits um Korpora, die Varietäten des Deutschen (binnendeutsche Mundarten, binnendeutsche Umgangssprachen, auslandsdeutsche Varietäten) dokumentieren, andererseits um Gesprächskorpora. Zu ersteren gehören u. a. das Korpus Deutsche Mundarten: Zwirner-Korpus, eine große in den 1950er und 1960er Jahren durchgeführte Erhebung deutscher Dialekte, sowie das Korpus Deutsche Umgangssprachen: Pfeffer-Korpus. Zu letzteren gehört das aktuell im Aufbau befindliche Forschungs- und Lehrkorpus Gesprochenes Deutsch (FOLK).